# Бурген (Мозель)
Бурген (нем. Burgen) — община в Германии, в земле Рейнланд-Пфальц.
Входит в состав района Майен-Кобленц. Подчиняется управлению Унтермозель. Население составляет 768 человек (на 31 декабря 2010 года). Занимает площадь 11,27 км².

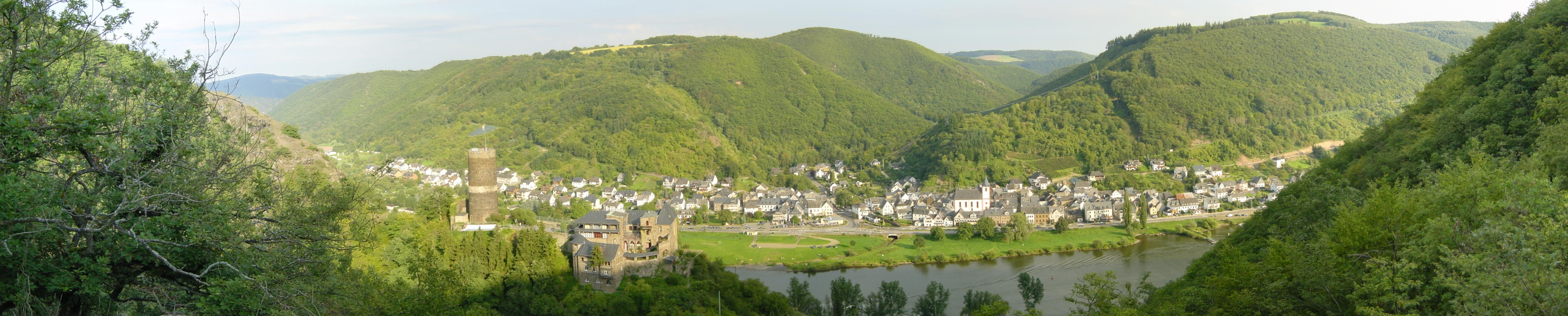
Бурген